# Attenweiler
Attenweiler – miejscowość i gmina w Niemczech, w kraju związkowym Badenia-Wirtembergia, w rejencji Tybinga, w regionie Donau-Iller, w powiecie Biberach, wchodzi w skład wspólnoty administracyjnej Biberach an der Riß. Leży w Górnej Szwabii, ok. 10 km na północny zachód od Biberach an der Riß.